# Hygrotus bruesi
Hygrotus bruesi är en skalbaggsart som först beskrevs av Henry Clinton Fall 1928.  Hygrotus bruesi ingår i släktet Hygrotus och familjen dykare. Inga underarter finns listade i Catalogue of Life.